# USDA jordklassifikation
USDA soil taxonomy (ST) på dansk USDA jordklassifikation - er udviklet af United States Department of Agriculture og National Cooperative Soil Survey og giver en detaljeret jordklassificering i henhold til flere parametre (oftest deres egenskaber) og på flere niveauer: Order, Suborder, Great Group, Subgroup, Familie og Serier. Jordklassificeringen blev oprindeligt udviklet af Guy Donald Smith, tidligere direktør for U.S. Department of Agriculture jordundersøgelser.